# The Pew Charitable Trusts
La The Pew Charitable Trusts è una organizzazione non governativa (ONG) indipendente no profit, fondata nel 1948.
Con un patrimonio di oltre 5 miliardi di dollari, ha come missione di servire l'interesse pubblico migliorando le politiche pubbliche, informando la pubblica opinione e stimolando la vita civica.
Il The Trusts, insieme ad altri gruppi, negli ultimi anni stanno provando a creare un'area marina protetta nell'Oceano Pacifico vicino alle isole Marianne.
L'area protetta è stata designata nel gennaio 2009, che include anche la fossa delle Marianne.
Un'altra area marina protetta che sono riusciti a proteggere è il Monumento nazionale marino di Papahānaumokuākea.
Nel 2013 ha tentato di creare un'area marina protetta al polo sud ma il veto di Russia e Ucraina ha fatto fallire l'operazione.